# Bert Wilson
Bert Wilson (15. října 1939 Evansville, Indiana – 6. června 2013 Olympia, Washington) byl americký jazzový saxofonista. Ve svých čtyřech letech ochrnul a od té doby byl donucen používat invalidní vozík. Ve dvanácti letech začal hrát na klarinet a o rok později pak na saxofon. Po ukončení školy se přestěhoval do Los Angeles a následně v roce 1965 do New Yorku. Zemřel na infarkt ve svých třiasedmdesáti letech.